# الأمير آرثر دوق كونوت وستراذرن
الأمير آرثر، دوق كونوت وستراذرن، (اسمه آرثر ويليام باتريك ألبرت) وعاش بين (1 مايو 1850م - 16 يناير 1942م) وكان من أبناء الأسرة المالكة البريطانية وخدم بصفته حاكما عامًا لكندا، حيث كان العاشر منذ الاتحاد الكونفدرالي الكندي.

## روابط خارجية
- الأمير آرثر دوق كونوت وستراذرن على موقع الموسوعة البريطانية (الإنجليزية)